# Основи (видавництво, Київ)
«Осно́ви» — видавництво у Києві, яке спеціалізується на оригінальних виданнях українською мовою, а також на перекладах українською класичних художніх та наукових творів. Каталог видавництва налічує понад 300 найменувань. За роки існування «Основи» продали більше двох мільйонів книжок. Засновником та головним редактором видавництва до 2000 року була Соломія Павличко.

## Історія
Видавництво «Основи» заснували у 1992 році Соломія Павличко та Богдан Кравченко.
Видавництво одразу поставили за мету дати читачеві незалежної України якісні переклади класичної літератури та навчальні посібники світового рівня. Фонд «Відродження» допоміг реалізувати найсміливіші задуми.
З 1999 по 2011 рік «Основи» очолила Валентина Кирилова. Під її керівництвом були видані десятки важливих книжок. «Основи» одними з перших почали перекладати сучасні підручники з економіки, історії та філософії. У 2001 році вони видали свій перший бестселер — книжку «Європа. Історія», яку написав професор Лондонського Університету Норман Дейвіс.
З 2010 року видавництво «Основи» очолила Богдана Павличко. Вона зробила ребрендинг та змінила підхід до видавництва книжок. Нова команда видавництва вірить, що створення книги — це мистецтво, а всі їхні книги — це артоб'єкти.
З 2024 року новим власником видавництва стала Українська школа політичних студій в особі Лабораторія законодавчих ініціатив (Agency for Legislative Initiatives) разом з випускниками УШПС Андрієм Вишневським, Анастасією Бородіною та керівницею Лабораторії законодавчих ініціатив Світланою Матвієнко спільно набули право власності на 100% частки у видавництві «Основи».

## Серії
- Релігія
- Фотографія
- Культура та мистецтво
- Дитяча література
- Поезія
- Художня література
- Літературознавство
- Мовознавство
- Культурологія
- Філософія
- Політологія
- Історія
- Менеджмент
- Економіка

## Проєкти
Англомовна серія путівників Awesome
У 2012 році Анна Копилова та Богдана Павличко вирішили створити англомовний путівник  — «Awesome  Ukraine», у ньому без пафосу, але з іронією та здоровим патріотизмом розповіли про все найцікавіше про Україну. Книга має такі розділи: культура, їжа, історія, природа, місця, спорт та технології.
Зараз існує ціла серія путівників «Awesome», до якої входять книги про такі міста України як:  «Awesome Kyiv», «Awesome Lviv», «Awesome Odesa», «Awesome Dnipro», «Awesome Kharkiv».
Альтернативна серія української класики
Для того, щоб змінити ставлення до класичної української літератури зі шкільної програми як до чогось нудно й не актуального, «Основи» створили серію книг «Альтернативна класика». У серії є книги: «Тигролови» Багряного з ілюстраціями татуювальника Дениса Темного, «Кайдашеву сім'ю» з колажами Лєри Схємки, «Лісову пісню» з ілюстраціями Поліни Дорошенко та казку «Вечори на хуторі поблизу Диканьки» з ілюстраціями Іллі Ісупова та «Місто» Валер'яна Підмогильного з ілюстраціями Максима Павлюка.
Ukrainian Erotic Photography
У 2017 році вийшла друком книга присвячена українській еротичній фотографії. У книзі представлено 19 авторів та більше 100 фотографій.
У видання увійшли роботи як молодої генерації фотографів (Ярослав Солоп, Сергій Мельніченко, Ігор Чекачков та ін.), так і відомих авторів (Микола Трох, Євген Павлов, Роман Пятковка, Гліб Вишеславський).
Редакторський колектив видання — Віктор Марущенко, Ольга Костирко, Саша Курмаз, Вікторія Мироненко. 
Decommunized: Ukrainian Soviet Mosaics
У 2017 році вийшла друком книга Decommunized: Ukrainian Soviet Mosaics, автором якої став український документальний фотограф Євген Нікіфоров. Це перше комплексне дослідження радянських монументальних мозаїк. У книзі є близько 200 унікальних фотографій монументальних панно. Деякі мозаїки, фотографії яких представлені в книзі, були зруйновані незабаром після подорожі Євгена. Це сталося через закони про декомунізацію, які забороняють комуністичну символіку та гасла.
Kateryna
Англомовне видання відомої поеми Тараса Шевченка «Катерина».
Видавництво «Основи» випустили «Kateryna» у 2018 році. Поему Шевченка проілюстрував Микола Толмачев. Він народився 1993 року в Києві. Микола навчався в Національній вищій школі образотворчих мистецтв (ENSBA) в Парижі та брав участь у декількох виставках з галереєю Da-End.
Soviet Modernism. Brutalism. Post-Modernism. Buildings and Structures in Ukraine 1955—1991
У 2019 році вийшла друком англомовна книга, у якій автори Олексій Биков та Євгенія Губкіна зафіксували та описали українську модерну архітектуру та її найвідоміші об'єкти. Це перше видання, яке пропонує переосмислити післявоєнну радянську архітектуру, зрозуміти її глобальний, історичний та політичний контекст. Олексій Биков наповнив книгу фотографіями, які документують будівлі у їхньому сучасному стані. Євгенія Губкіна додала критики та зробила глибинний аналіз модерністського архітектурного руху.
Balcony Chic
У 2019 році «Основи» видали англомовну книгу про українські балкони, автором якої став фотограф Олександр Бурлака. Це — дослідження феномену українського народного будівництва.
Orthodox Chic
Друге видання у серії візуальних досліджень архітектури та міського простору. Автори видання — Олексій Биков, Олександр Бурлака та Саша Курмаз — фіксують феномен пострадянської релігійної архітектури, осмислюючи його соціальний, історичний та політичний контексти. На сторінках книги задокументовано фотографії сакральної забудови, зібрані авторами впродовж декількох років: від традиційних церков до мафів та кіосків, що виконують сакральні функції.

Видавництво співпрацює з талановитими ілюстраторами (Микола Толмачов, Закентій Горобйов, Ян Байтлік, Катаріна Собрал тощо) та професійними фотографами (Олександр Бурлака, Олексій Биков, Євген Нікіфоров тощо).

## Контакти
- Адреса: пров. Георгіївський 7, 3 поверх, м. Київ, 01030